# Omid Fouladivanda
Omid Fouladivanda (en persa: امید فولادی وندا‎, Nacido el 28 de febrero de 1977 en Gachsaran) es un árbitro internacional de voleibol de Irán.

## Carrera
Fouladivanda tiene un certificado de árbitro internacional de Europa .
Ha arbitrado en la Premier League de Irán desde 2006 y también ha arbitrado en la Premier League de voleibol adaptado desde 2010.